# Plain White T's
Plain White T's é uma banda de pop-rock/pop punk de Villa Park, Illinois que conta com seis álbuns lançados. Fizeram uma participação especial no seriado de TV iCarly, no episódio "Eu Lastimo Esse Dia" (iRue The Day) e tocaram a música Our Time Now. Durante a serie Greek além de ter sido tema de abertura com a musica Our Time Now, o Plain White T's fizeram várias participações especiais em festas dos KT's. O Plain White T's começaram a carreira em 1997, mas só oficialmente em 2000. Lançaram um CD só com música covers, o Rip Off the Hits, contando com a música Beat it, sucesso de Michael Jackson. Uma das músicas mais conhecidas da banda é o hit "Hey There Delilah", o sucesso também conta com a música "Natural Disaster" e "1 2 3 4", do mais recente álbum, Big Bad World - "esse é um álbum que eu quero que represente a banda" - diz Tom Higgenson, guitarrista da banda.
A música Our Time Now é o tema de abertura da série Greek, além da participação em um episódio da série em que tocam Natural Disaster.

## Discografia

### Álbuns
- Come On Over (2000)
- Stop (2002)
- All That We Needed (2005)
- Every Second Counts (2007)
- Big Bad World (2008)
- Wonders of the Younger (2010)
- American Nights (2015)
- Parallel Universe (2018)